# Quamtana molimo
Quamtana molimo là một loài nhện trong họ Pholcidae. Loài này được phát hiện ở Lesotho.